# Усиновлення повнолітніх
Усиновлення або удочеріння повнолітніх — форма усиновлення між двома або більше повнолітніми особами з метою передачі прав на спадщину та/або батьківства. Усиновлення повнолітніми може бути здійснено з різних причин, зокрема: для встановлення права спадкування без заповіту; для офіційного оформлення стосунків між вітчимом і прийомною дитиною або прийомним батьком і прийомною дитиною; або відновити початкові правові відносини між дорослими усиновленими та їхніми біологічними родинами.
У Японії усиновлення повнолітніми може використовуватися для того, щоб сприяти продовженню сімейного бізнесу. Ця форма усиновлення відома як mukoyōshi («усиновлення зятя»). У деяких юрисдикціях одностатеві пари також можуть використовувати усиновлення повнолітніми для встановлення права спадкування.
Залежно від законів юрисдикції, усиновлення повнолітніми може бути недоступним як юридичний варіант. У Сполученому Королівстві можна усиновлювати лише дітей. У Законі про усиновлення та дітей (2002 р.) зазначено: «Заяву про наказ про усиновлення можна подати, лише якщо особа, яку усиновлюють, не досягла 18 років на дату подання заяви».
У місцях, де існує усиновлення повнолітніх, воно може передати або не передати батьківство на додаток до прав спадкування. Наприклад, у Колорадо можна усиновити дорослу особу віком від 21 року з метою успадкування, але на батьківство це не вплине. Однак при усиновленні особи віком від 18 до 20 років (включно) переходять як спадкові права, так і спадкові права. У країнах, де одностатеві пари не отримали такого ж правового захисту, як гетеросексуальні пари, усиновлення дорослого партнера використовувалося для забезпечення передачі майна партнеру, який залишився живим, після смерти.

## Серед одностатевих пар
Протягом 80-х і 90-х років, за відсутності визнання одностатевих шлюбів, усиновлення дорослих було способом, який використовувався деякими особами, які віддавали перевагу одній статі, щоб дозволити своєму партнеру успадкувати їхні маєтки. Проте цей процес включав заплутаний процес спочатку позбутися офіційних стосунків між усиновленим і його/її біологічними батьками, а потім подати заяву на усиновлення дорослою особою, де його/її партнер буде усиновлювачем. У книзі 2010 року «Рівність для одностатевих пар: юридичне визнання одностатевих партнерств у Європі та Сполучених Штатах» автор Юваль Мерін назвав усиновлення дорослих одностатевих пар «проблематичним» і зазначив, що воно не набуло популярності як засіб «обійти неможливість одностатевих шлюбів» на той час у США.